# العلاقات الإسواتينية الطاجيكستانية
العلاقات الإسواتينية الطاجيكستانية هي العلاقات الثنائية التي تجمع بين إسواتيني وطاجيكستان.

## مقارنة بين البلدين
هذه مقارنة عامة ومرجعية للدولتين:
| وجه المقارنة                                              | إسواتيني                                   | طاجيكستان                          |
| --------------------------------------------------------- | ------------------------------------------ | ---------------------------------- |
| المساحة (كم2)                                             | 17.36 ألف                                  | 143.10 ألف                         |
| عدد السكان (نسمة)                                         | 1.37 مليون                                 | 8.92 مليون                         |
| الكثافة السكانية (ن./كم²)                                 | 78.92                                      | 62.33                              |
| العاصمة                                                   | لوبامبا، مبابان                            | دوشنبه                             |
| اللغة الرسمية                                             | لغة إنجليزية، لغة سوازي                    | اللغة الطاجيكية                    |
| العملة                                                    | ليلانغيني سوازيلندي                        | ساماني طاجيكي، الروبل الطاجيكستاني |
| الناتج المحلي الإجمالي (بليون دولار)                      | 4.41 مليار                                 | 7.15 مليار                         |
| الناتج المحلي الإجمالي (تعادل القوة الشرائية) بليون دولار | 11.13 مليار                                | 24.03 مليار                        |
| الناتج المحلي الإجمالي الاسمي للفرد دولار أمريكي          | 3.20 ألف                                   | 925                                |
| الناتج المحلي الإجمالي للفرد دولار أمريكي                 | 8.29 ألف                                   | 2.69 ألف                           |
| مؤشر التنمية البشرية                                      | 0.531                                      | 0.624                              |
| رمز المكالمات الدولي                                      | +268                                       | +992                               |
| رمز الإنترنت                                              | .sz                                        | .tj                                |
| المنطقة الزمنية                                           | التوقيت القياسي لجنوب أفريقيا، ت ع م+02:00 | ت ع م+05:00                        |

## منظمات دولية مشتركة
يشترك البلدان في عضوية مجموعة من المنظمات الدولية، منها:
| علم المنظمة | اسم المنظمة                        | تاريخ انضمام إسواتيني | تاريخ انضمام طاجيكستان |
| ----------- | ---------------------------------- | --------------------- | ---------------------- |
|             | مؤسسة التنمية الدولية              | 22 سبتمبر 1969        | 4 يونيو 1993           |
|             | مؤسسة التمويل الدولية              | 22 سبتمبر 1969        | 2 ديسمبر 1994          |
|             | منظمة حظر الأسلحة الكيميائية       | ?                     | ?                      |
|             | الأمم المتحدة                      | 24 سبتمبر 1968        | 2 مارس 1992            |
|             | الاتحاد الدولي للاتصالات           | 11 نوفمبر 1970        | 28 أبريل 1994          |
|             | منظمة الشرطة الجنائية الدولية      | ?                     | ?                      |
|             | البنك الدولي للإنشاء والتعمير      | 22 سبتمبر 1969        | 4 يونيو 1993           |
|             | الاتحاد البريدي العالمي            | ?                     | ?                      |
|             | وكالة ضمان الاستثمار متعدد الأطراف | 18 أبريل 1990         | 9 ديسمبر 2002          |
|             | يونسكو                             | 25 يناير 1978         | 6 أبريل 1993           |